# Maximilian Drechsler
Maximilian (Miksa) (Mordehai ben Yehuda) Drechsler (n. 23 octombrie 1883, Tabajd, Districtul Bicske, Țările Coroanei Sfântului Ștefan, Austro-Ungaria – d. 1970, Timișoara, România) a fost un rabin român originar din Ungaria, autor de lucrări de filozofie și de istorie a iudaismului. A slujit ca rabin neolog la Timișoara între anii 1910-1970.

## Biografie
Între 1903 și 1908 a fost student la Seminarul Rabinic din Budapesta. În 1906, și-a susținut teza de doctorat în filozofie, onorată cu un premiu și publicată la Budapesta sub titlul Az aszketizmus állása a zsidó vallásos irodalomban Maimuniig (Poziția ascetismului în literatura religioasă evreiască până la Maimonide). De asemenea a publicat o lucrare asupra concepției lui Abraham Geiger asupra filozofiei religiei. În 1909 a obținut diploma de rabin. Timp de un an a fost rabin la Szarvas, Ungaria, apoi, în 1910 și-a început activitatea de rabin neolog la Timișoara, care făcea atunci parte din Austro-Ungaria. Și-a desăvârșit pregătirea la Universitatea Oxford și la Jewish College din Londra, unde a fost apoi invitat să țină un ciclu de prelegeri despre Talmud. La biblioteca Universității din Oxford a consultat colecțiile de manuscrise ebraice și arabe. A publicat o lucrare despre gândirea filozofică și religioasă a rabinului Iuda Halevi (Közlemények II.), iar în 1932, o lucrare în ebraică și engleză despre rabinul Isaak ben Haim Hakohen din Jativa (sec. XV-XVI) (A poetic witness of the inquisition: the life and works of rabi Isak ben Chajim Hakohen. Tip. Wieder, 1932, Seini, Maramureș). Articolele lui au fost publicate în „Magyar Zsidó Almanach”, „Múlt és Jövő”, „Temesvári Hírlap” și „Neue Zeit”. În anii 1935-1936, împreună cu Imre Naschitz, a redactat Zsidó Évkönyv (Almanahul evreiesc, Jüdisches Jahrbuch), cu articole despre religie, știință și literatură, pentru uzul comunității neologe. Curentul neolog, o mișcare reformistă aculturativă apărută în 1868, în cadrul iudaismului din Ungaria, a introdus reforme ce atenuau rigurozitatea ritului liturgic și a obiceiurilor tradiționale. Adept al acestor reforme, rabinul Drechsler era cunoscut pentru spiritul său liberal și tolerant, pentru ținuta intelectuală impecabilă, pentru omenia și bonomia lui. Rabinul Drechsler a fost căsătorit cu Esther, născută Rosenberg.